# کشتی اسکورت آماکوسا
کشتی اسکورت آماکوسا (به انگلیسی: Japanese escort ship Amakusa) یک کشتی بود که طول آن ۷۷٫۷ متر (۲۵۵ فوت) بود. این کشتی در سال ۱۹۴۳ ساخته شد.